# Adriaan Reland
Adriaan Reland (ur. 1676, zm. 1718) – holenderski geograf, kartograf, podróżnik, lingwista, uczony orientalista. Wniósł długotrwały i znaczący wkład w badania geografii historycznej wczesnej Palestyny.